# 플라비아 궁전
플라비아 궁전(Domus Flavia)은 로마의 팔라티노 궁전에 있는 드넓은 도미티아누스 궁전의 일부이다. 서기 92년에 티투스 플라비우스 도미티아누스가 완공했으며, 그의 수석 건축가 라비리우스가 지은 것으로 알려져 있다.
플라비아 궁전의 라틴어식 명칭인 도무스 플라비아는 공무 성격의 사무, 오락, 행사 목적의 넓은 공공 공간들이 집중된 궁전의 북서쪽 부분들에 대한 현대 명칭이다. 도미티아누스가 플라비우스 왕조의 마지막 황제였지만, 이 궁전은 로마 제국이 멸망할 때까지 약간의 변형이 이뤄진 채 황제들에게 사용되었다.
남동쪽으로는 도무스 아우구스타나와 연결되어 있으며, 도무스 아우구스타나라는 명칭은 고대에 이 궁전 시설 전체에 붙여졌을 수도 있다.

## 배치

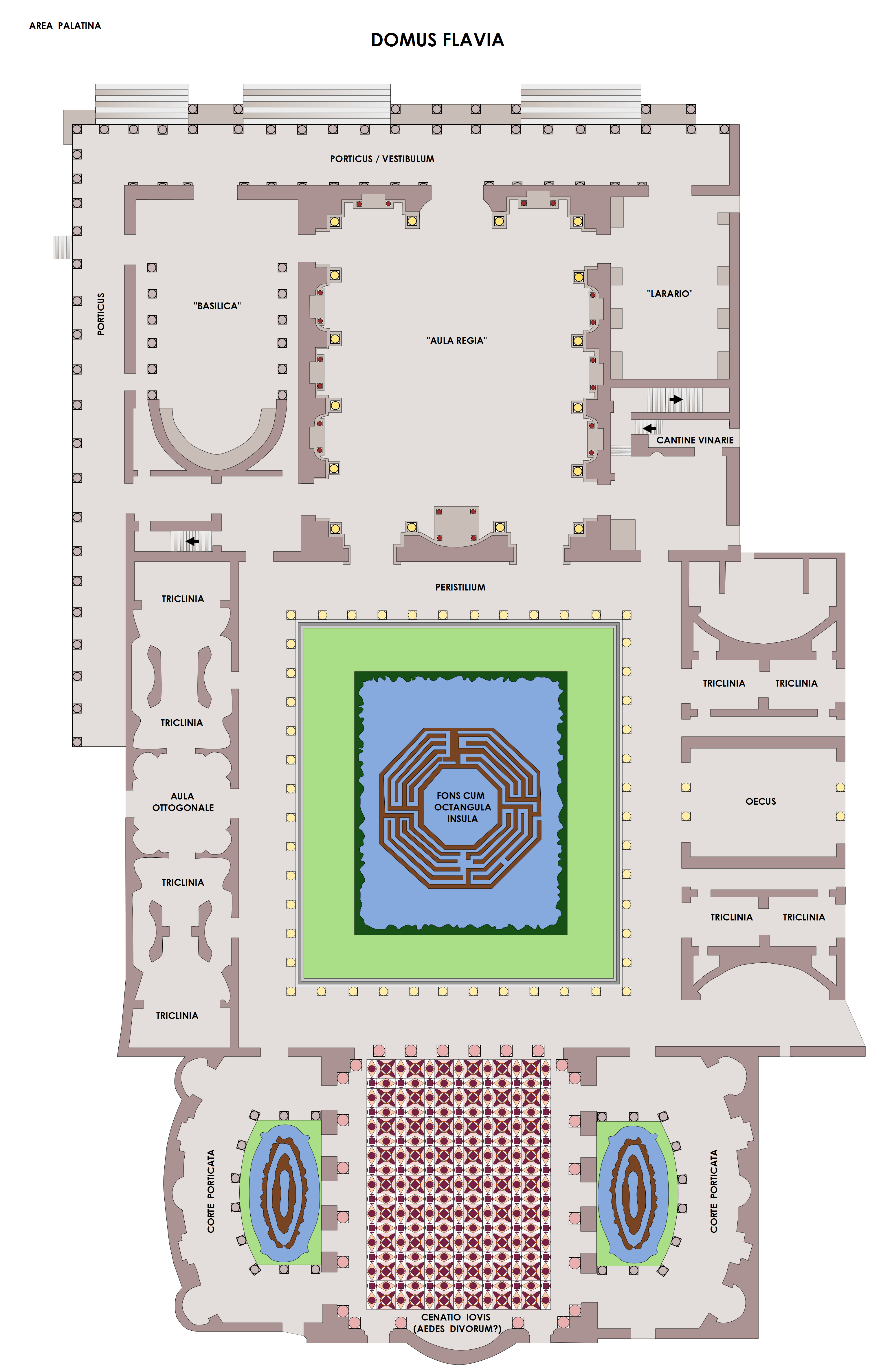
도무스 플라비아의 배치도

플라비아 궁전은 인상적인 높이에 여러 화려한 공간들로 둘러싸인 넓은 페리스타일 마당 주변으로 지어졌으며, 이 공간들은 본래 높이의 절반 가량인 16m 높이에 두께 3m짜리 벽들만 남아있다. 발굴을 통해서 드러나듯이 이 건축물은 네로의 옛 궁전 (도무스 트란시토리아와 도무스 아우레아) 위에 지어졌고 일부는 그 궁전들의 배치를 따랐다. 북동쪽에는, 드넓은 '아울라 레기아' (황제의 홀)이 중심부에 있었고 가장 넓은 공간이었으며, 바실리카와 '라라리움'이라 불리던 상대적으로 작은 응접실이 그 옆에 있었다.
이 세 공간의 북쪽 방향 외벽에는 서쪽으로 이어지는 포르티코가 있었고 포룸에서 도로를 타고 향하는 사람들과 마주하는 황궁의 정문 역할을 하였다.

### 아울라 레기아
아울라 레기아는 중요한 응접과 사절들을 맞이하기 위한 접견실 목적으로 사용된 거대한 직사각형 모양의 홀이었다. 애프스가 짧은 남쪽의 벽에 지어졌으며, 이곳에서 황제는 알현을 위해 있었을 것이고, 애프스의 양쪽은 페리스타일로 바로 개방되어 있는 출입구였다. 아울라의 북쪽은 카리스토스식 대리석 기둥들이 있는 포르티코로 통하였으며, 포르티코에서 궁전의 전정광장이 내려다 보이고 이곳에서 황제는 전통적인 아침 의식인 '살루타티오'(salutatio)를 받았다.
플라비아 궁전의 남은 것이 오늘날에는 주로 낮은 높이의 벽뿐이지만, 이 벽은 바닥에서 천장까지 높이가 30m에 달했을 것이며, 천장은 레바논에서 가져온 26m 높이의 기둥들이 격천정 아래에 숨겨져 있을 것임이 틀림없을 구조로 이뤄진 기울어진 지붕으로 덮여 있었다. 또한 이벽은 이국적인 치장으로 덮여 있었고 8인치 크기의 거대한 조각상들이 삽입되어 있었으며, 보라색의 프리기아 대리석 기둥이 배치되고 화려하게 새겨진 프리즈가 위를 덮었다. 헤르쿨레스와 바쿠스를 나타내는, 금속성 녹색의 '베켄'석(이집트 지역의 아주 귀중한  사암)으로 만들어진 거대한 두 조각상이 18세기 발굴 당시에 그 자리에서 발견되었으며 이 조각상들은 파르네세 컬렉션의 일부가 되었고 파르마의 필로타 궁전에서 소장중이다.

### 바실리카
설계가 포룸이나 후대의 교회의 바실리카와 닮았다가 하여 불린, 바실리카는 중앙부의 신랑과 로마 황제가 제국에 관한 정치 및 행정적 결정들을 내릴 때 자문회를 불러들였을 좀 더 사적인 공간을 갖춘 기다란 공간이다. 바실리카 아래의 '아울라 이시아카'(Aula Isiaca)가 발굴 되었으며, 이 공간은 기원전 30년경의 프레스코화들로 있었고 아마도 한때는 도무스 아우구스티의 일부였을 것이다. 바실리카는 네로의 도무스 트란시토리아 옆에 지어졌다.

### 라라리움
18세기 발굴자들이 라레스 (가정의 신)의 성소라고 잘못 이름 붙인, 이곳은 황궁을 방문한 자들이 도착했을 곳인 '클리부스 팔라티누스'(Clivus Palatinus) 바로 동쪽에 있는 곳이라 친위대들을 위한 공간으로 추정된다. 라라리움 뒤쪽은 도무스 아우구스타나로 내려가는 계단이 있었는데, 이 아래에서 그리핀의 저택의 일부가 발굴되었고 이곳에서 출토된 정교한 장식들은 팔라티노 언덕으로 옮겨졌다.

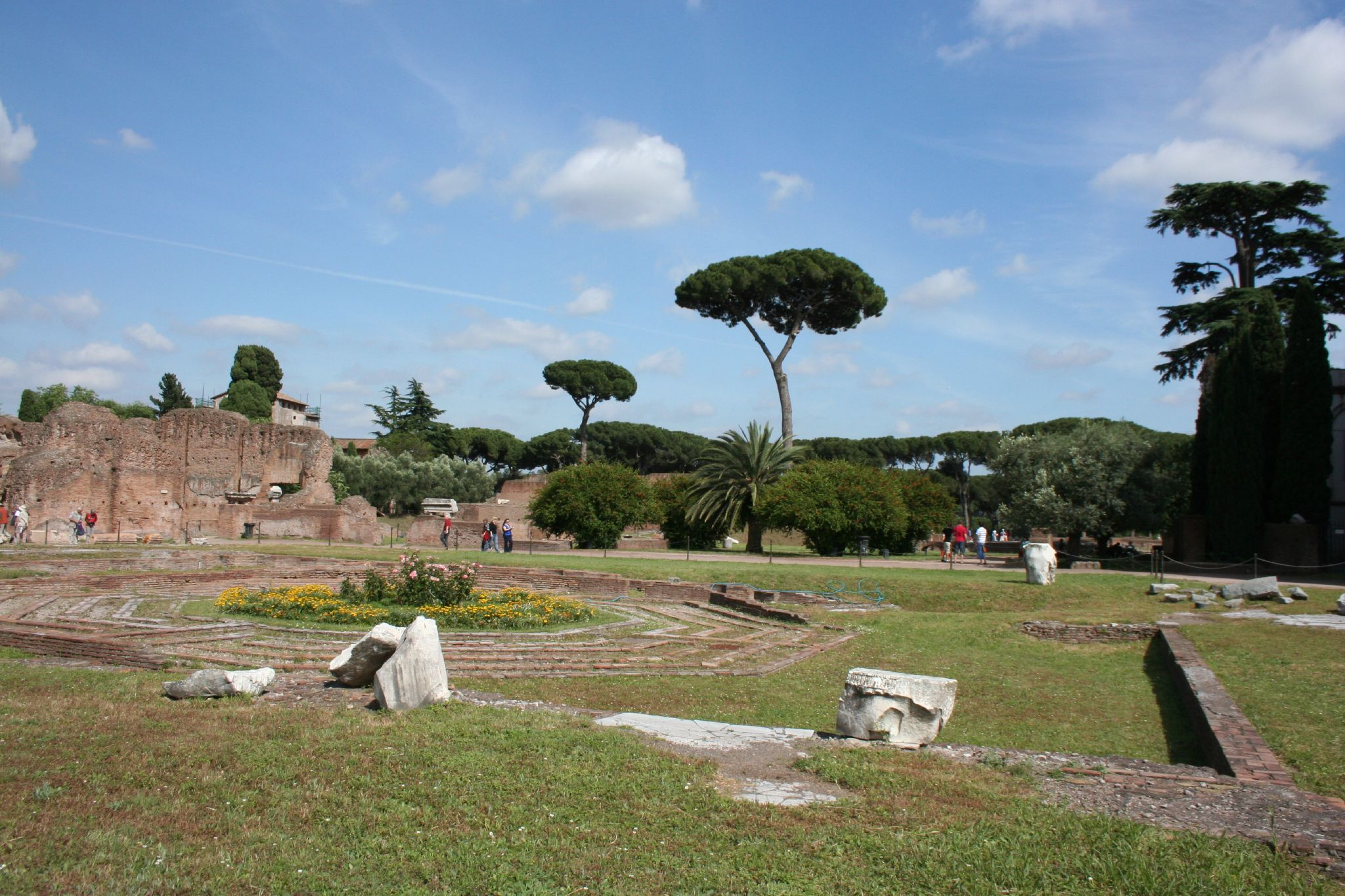
8각형 섬과 페리스타일

### 페리스타일
서쪽으로 향하는 정문은 처음에는 양쪽에 화려한 트리클리니움이 있는 '아울라 오타고날레'(Aula Ottagonale)로 이어지고, 다음에는 중앙부에 호수와 같은 웅덩이가 대부분을 차지하고 있는 넓은 페리스타일 정원으로 향하게 되며 웅덩이에는 미로 패턴의 수로와 분수가 있는 독특한 팔각형 모양의 섬이 있으며 이것들 모두 귀한 대리석판으로 꾸며져 있었다.
페리스타일 주변 기둥들은 노란색의 누미디아산 대리석이었고, 지붕 아래 정교하게 조각된 엔타블러처를 떠받쳤다.

### 연회장

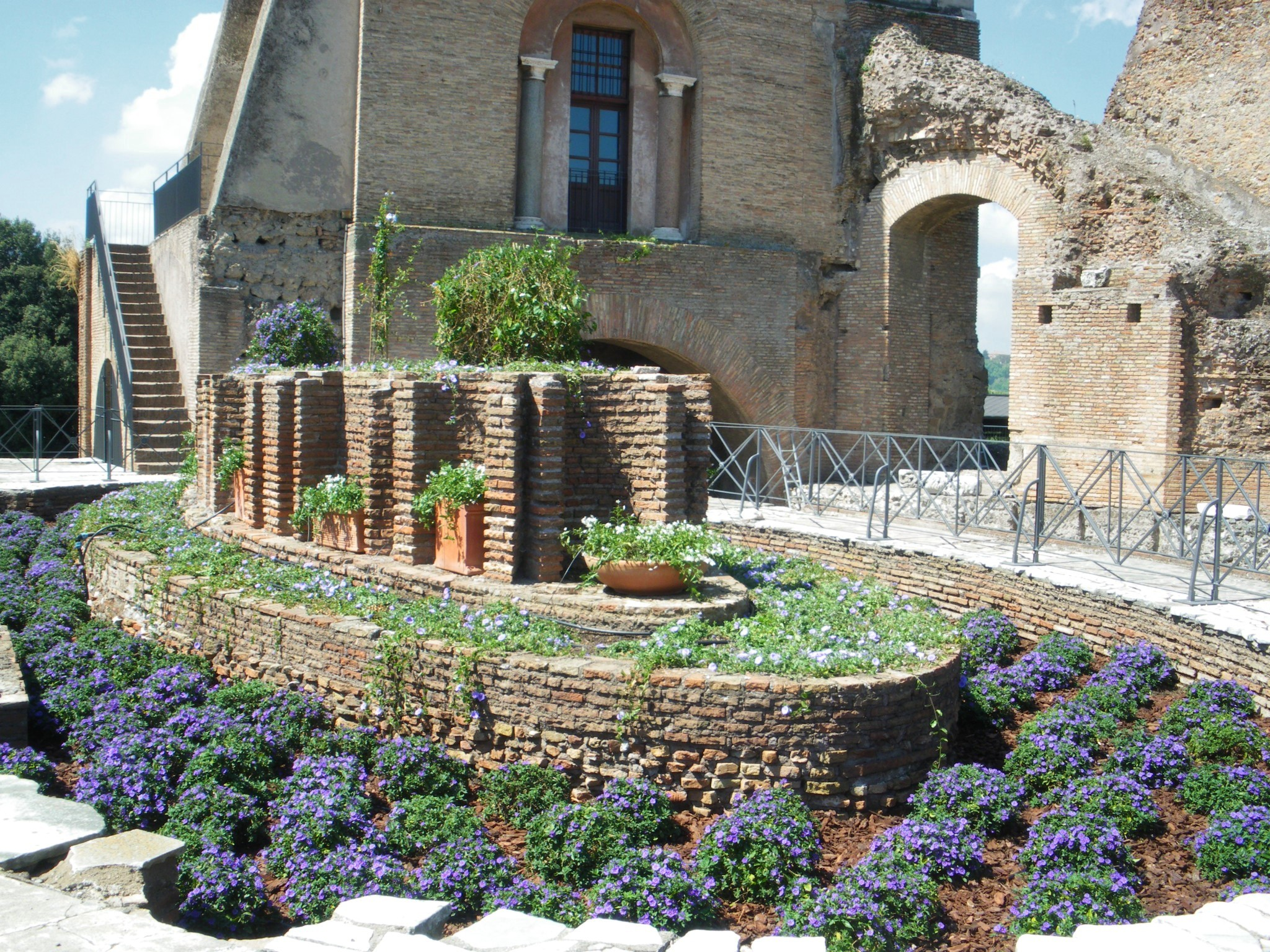
'케나티오'의 타원형 정원

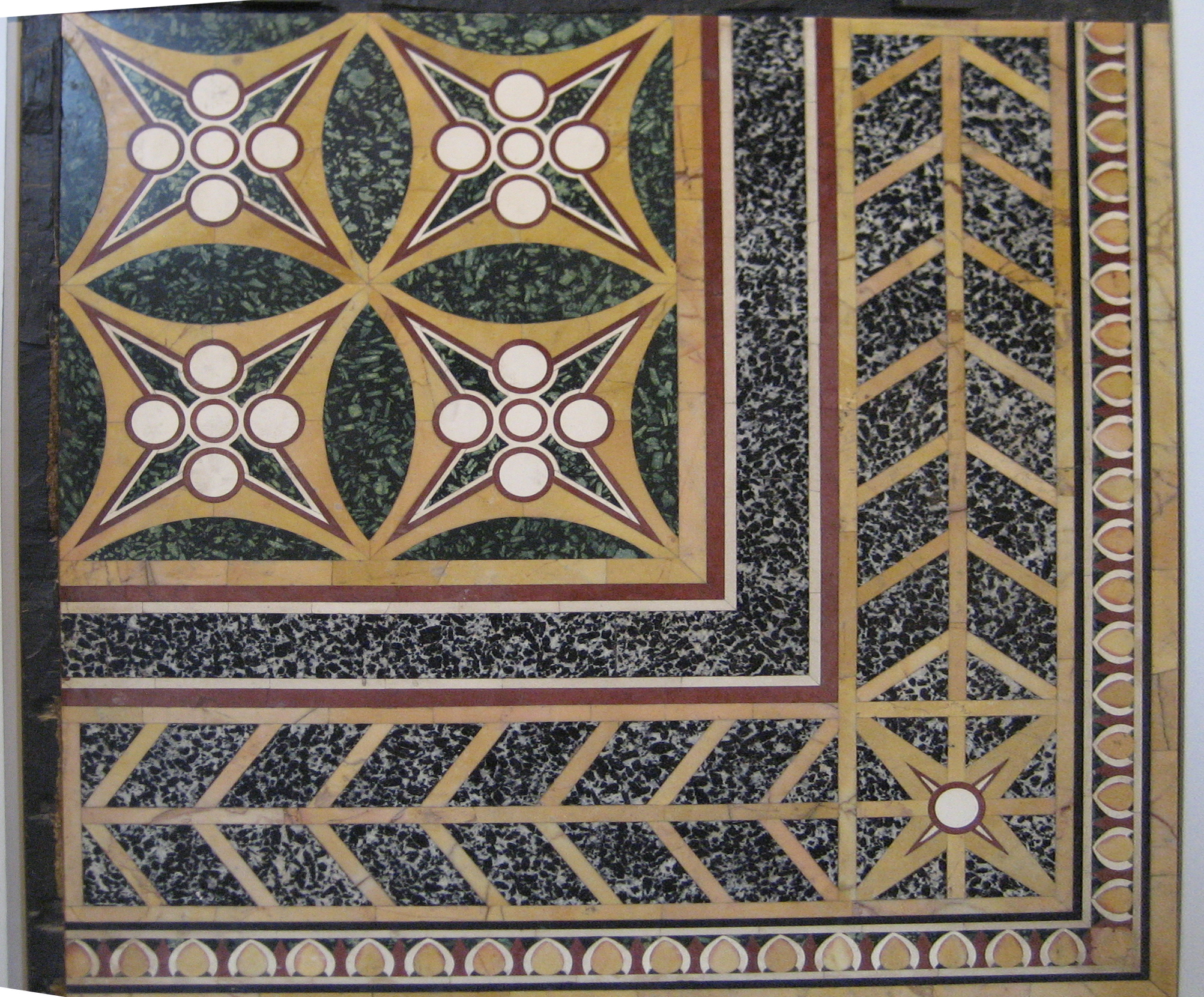
네로의 황금 저택의 케타티오에 있는 오푸스 세크틸레 패널 (팔라티노 박물관)

연회장 혹은 '케나티오'(cenatio)는 페리스타일 남서쪽에 있고 궁전에서 두 번째로 넓은 공간이다. 아울라 레기아처럼, 이국적인 대리석과 프리즈로 장식된 몇 단의 기둥등으로 화려하게 장식되었다. 케나티오에 온 초대객들은 넓은 창들을 통해서 페리스타일의 호수와 분수 혹은 노란색 누미디아산 대리석 기둥들로 둘러싸인 화려한 타원형 대리석 분수가 측면에 있는 두 개 뜰을 볼 수 있었을 것이다. 연회장의 남쪽 벽면 중심부에는 통로 두 개로 둘러싸인 애프스가 있었으며 이곳을 통해서 아폴로 팔라티노 신전의 도서관에 갈 수 있었다. 연회장의 바닥은 4세기 초로 추정되는 대리석이 깔렸으며, 그럼에도 그 아래에 있는 하이포코스트는 120년대(하드리아누스 시기)의 것으로 추정된다. 이 난방 시설은 이 공간이 겨울에 연회장 역할을 했고 고대 문헌에서 언급된 '케나티오 요비스' (Cenatio Iovis)와 같은 것임을 시사한다.
케나티오는 64년 로마 대화재 이전 (도무스 트란시토리아)과 이후 (도무스 아우레아) 네로가 자신의 궁전으로 지었던 두 개 건물 터에 지어졌으며, 이 이전의 궁전들은 그 위층과 배치가 유사하고, 후대에 만들어진 건물의 바닥 아래에 거의 그대로 있었다. 또한 분수의 정교한 대리석 바닥들도 네로의 궁전에 있었다. 이 대리석 바닥은 적색과 녹색 반암, 누미디아산 황색과 적색 대리석, 프리기아산 백색과 황색 대리석을 사용한 꽃과 덩굴 식물로 된 대단히 훌륭한 도안으로 이뤄졌다. 가장자리는 녹색 반암으로 틀이 맞춰진 키오스산 핑크 그레이 대리석판이었다.

도미티아누스와 동시대인인 시인 스타티우스는 '숲'(Silvae) 제2권에서 플라비아 궁전의 화려함을 다음처럼 묘사한다: 
그 건물은 놀랍고 방대하며, 100개의 기둥 정도가 아니라 아틀라스가 놓아준다면 신들과 하늘을 떠받칠 수 있을 정도로 많을 정도로 눈에 띈다. 그 옆의 뇌신의 궁전은 이 궁전을 보고 입을 딱 벌리며 신들은 같은 거주지에 있다는 것에 크게 기뻐한다 […]: 신에 비하면 못하나 에워싼 하늘을 품을 만큼, 탁트인 평야보다 훨씬 방대한 그 광범위한 연회장의 구조와 넓이는 대단하게 펼쳐진다.
이 공간은 보통 '케나티오'로 여겨지나, 다수의 기둥으로 유명한 '아울라 레기아'일 수도 있다.

## 같이 보기
- 도무스
- 로마 건축
- 로마의 고대 건축물 목록

## 참고 서적
- Coarelli, Filippo,Rome and Environs: An Archaeological Guide. University of California Press; 2014.
- Platner, Samuel Ball & Ashby, Thomas, A Topographical Dictionary of Ancient Rome. Oxford University Press, London; 1929.